# TV-teater i Sverige – Spelåret 1955/56

## Spelåret 1955/56
| Titel                                 | Datum      | Manus               | Regissör         | I rollerna (urval)                      | Övrigt                                                           |
| ------------------------------------- | ---------- | ------------------- | ---------------- | --------------------------------------- | ---------------------------------------------------------------- |
| Leka med elden                        | 1955-11-06 | August Strindberg   | Hans Dahlin      | Rune Carlsten, Gull Natorp m.fl.        | Komedi                                                           |
| Hamlet                                | 1955-12-04 | William Shakespeare | Alf Sjöberg      | Edvin Adolphson, Birgitta Valberg m.fl. |                                                                  |
| Amahl och de nattliga besökarna       | 1955-12-25 | Gian Carlo Menotti  | Else Fisher      | Christer Olsson, Bette Björling m.fl.   | Televisionsopera. Orig:titel: Amahl and the Night Visitors       |
| Hem ljuva hem                         | 1955-12-31 | Roger Avermaete     | Rolf Carlsten    | Karl-Erik Flens, Börje Mellvig m.fl.    | Scen. Orig:titel: Maison recommandée                             |
| Frihet är det bästa ting              | 1956-02-09 | Herbert Grevenius   | Henrik Dyfverman | Frank Sundström, Karin Ekelund m.fl.    | Komedi                                                           |
| Carmen                                | 1956-04-10 | Georges Bizet       | Göran Gentele    | Kerstin Meyer, Set Svanholm m.fl.       | Akt 1 från Kungl. Operan                                         |
| En dörr skall vara öppen eller stängd | 1956-04-19 | Alfred de Musset    | Andris Blekte    | Öllegård Wellton, Ingemar Pallin        | Proverb. Orig:titel: Il faut qu'une porte soit ouverte ou fermée |